# Use Your Illusion II
Use Your Illusion II és el segon dels discs de l'àlbum doble de la banda estatunidenca de hard rock Guns N' Roses, editat el 17 de setembre de 1991.

## Portada

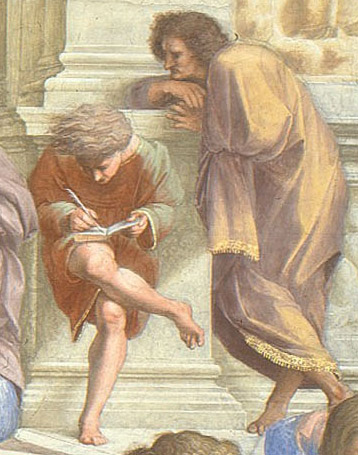
Part del fresc de Raffaello "L'escola d'Atenes" en què es basa la portada.

La portada presenta les figures d'un home assegut i un de dret, basades en el fresc de Raffaello "L'escola d'Atenes".
Els discos Use Your Illusion I i Use Your Illusion II tenen portades iguals, només canvien els colors. El primer utilitza els colors càlids vermell i groc, i el segon els freds blau i porpra.

## Llista de cançons
1. "Civil War" - escrita per Slash, Duff McKagan, Axl Rose - 7:43
2. "14 Years" - Izzy Stradlin, Rose - 4:21
3. "Yesterdays" - West Arkeen, Del James, Billy McCloud, Rose - 3:16
4. "Knockin' on Heaven's Door" (versió del tema de Bob Dylan) - Bob Dylan - 5:36
5. "Get in the Ring" - Slash, McKagan, Rose - 5:41
6. "Shotgun Blues" - Rose - 3:23
7. "Breakdown" - Rose - 7:05
8. "Pretty Tied Up" - Stradlin - 4:48
9. "Locomotive" - Slash, Rose - 8:42
10. "So Fine" - McKagan - 4:06
11. "Estranged" - Rose - 9:23
12. "You Could Be Mine" - Stradlin, Rose - 5:44
13. "Don't Cry" (lletra alternativa) - Stradlin, Rose - 4:44
14. "My World" - Rose - 1:24

## Membres
- Axl Rose: veu, teclats i caixa de ritmes a "My World", guitarra rítmica a "Shotgun Blues", i piano a "14 Years", "Yesterdays", "Knockin' on Heaven's Door", "Breakdown" i "Estranged".
- Slash: guitarra solista, guitarra acústica.
- Izzy Stradlin: guitarra rítmica, guitarra acústica, segona veu, veu a "14 Years", i sitar a "Pretty Tied Up".
- Duff McKagan: baix, segona veu, veu a "So Fine", i percussió a "Locomotive".
- Matt Sorum: bateria, percussions, segona veu.
- Dizzy Reed: teclats, piano, orgue, segona veu.

Col·laboracions
- Johann Langlie – bateria, teclats, i efectes de so a "My World".
- Steven Adler – bateria a "Civil War".
- The Waters – segones veus a "Knockin' on Heaven's Door".
- Howard Teman – piano a "So Fine".
- Shannon Hoon – veu a "Don't Cry".